# Catedral del Inmaculado Corazón de María (Nzérékoré)
La Catedral del Inmaculado Corazón de María o simplemente Catedral de Nzérékoré (en francés: Cathédrale du Cœur Immaculé de Marie de Nzérékoré) es el nombre que recibe un edificio religioso de la Iglesia católica que se encuentra ubicado en la localidad de Nzérékoré la segunda más grande, y que está al sur del país africano de Guinea.
El templo sigue el rito romano o latino y sirve como la sede de la diócesis de Nzérékoré (Dioecesis Nzerekorensis) que fue creada en 1937 por el papa Pío XI mediante la bula "Quo ex Evangelii".
Esta bajo la responsabilidad pastoral del obispo Raphaël Balla Guilavogui.